# Diamant à queue rousse
Bathilda ruficauda
Genre
Espèce
Statut de conservation UICN

 LC  : Préoccupation mineure
Le Diamant à queue rousse (Bathilda ruficauda), également appelé diamant ruficauda, est une espèce d'oiseau appartenant à la famille des Estrildidae.

## Description
Cet oiseau mesure 11 à 12 cm. Il est caractérisé par une tête rouge, un dos verdâtre et un ventre jaune. Les joues, la poitrine et les flancs sont constellés de points blancs.
Le mâle a généralement un masque plus étendu que celui de la femelle.

## Répartition
Le Diamant à queue rousse, vit principalement dans le nord-ouest de l'Australie et dans quelques secteurs orientaux.

## Comportement
Cet oiseau est très sociable. Il vit en petits groupes pouvant atteindre une vingtaine d'individus qui s'alimentent, boivent et dorment ensemble.

## Alimentation
Cet oiseau consomme les graines sur les plantes et ne mange au sol que les graines bien mûres qui sont tombées. En période d'élevage des jeunes, il mange des bourgeons, des petites feuilles tendres et des insectes de petite taille.

## Variété domestique
Seul un individu de variété à masque jaune ou pastel, issu d'élevage, est considéré comme étant un animal domestique en droit français. Les autres formes de cet oiseau relèvent donc de la législation concernant les animaux sauvages.